# Stały pacjent
Stały pacjent (ang. The Adventure of the Resident Patient) – jedno z opowiadań Arthura Conana Doyle’a opisujących przygody wielkiego detektywa Sherlocka Holmesa, wydane w czasopiśmie The Strand Magazine w sierpniu 1893, ilustrował Sidney Paget. Część zbioru Wspomnienia Sherlocka Holmesa.
W Polsce opowiadanie pojawiło się również w zbiorze Przygody Sherlocka Holmesa pod tytułem Tajemniczy pacjent. Polskie przekłady noszą także tytuły: Lekarz i jego pacjent i Pacjent doktora Trevelyana.

## Historia publikacji
Opowiadanie oryginalnie ukazało się w 1893 roku w magazynie Strand. W wydaniu książkowym z 1894 roku zmieniono tekst początkowej części utworu, dodając kilka akapitów z opowiadania „Kartonowe pudełko”, które - napisane w podobnym czasie - z powodu kontrowersyjnej treści nie zostało pierwotnie włączone do zbioru „Wspomnień Sherlocka Holmesa”, a ukazało się wiele lat później w tomie „Jego ostatni ukłon”.

## Opis fabuły
Sherlock Holmes ma nowego klienta. Jest nim neurolog Percy Trevelyan.

### Zagadka
Parę lat wcześniej doktor Trevelyan był w złej sytuacji finansowej, nie miał pieniędzy na otworzenie praktyki lekarskiej. Otrzymał bardzo dogodną propozycję od niejakiego Blessingtona, który zaproponował układ: lekarz dostanie lokal na praktykę lekarską, dom, służbę i wszelkie wygody a Blessington stałą opiekę Trevelyana i trzy czwarte tego, co doktorowi uda się zarobić. Klient Holmesa przystał na propozycję i wszystko szło dobrze do czasu, gdy Blessington któregoś dnia zszedł na śniadanie bardzo poruszony - mówił o włamaniu na West End i obawiał się, że również jego rezydencja może być obiektem napadu. Kazał zwiększyć środki bezpieczeństwa.
Niedługo potem doktor Trevelyan otrzymał list od rosyjskiego arystokraty cierpiącego od lat na ataki katalepsji, który chciał zasięgnąć opinii lekarskiej. Chory miał przybyć wraz ze swoim synem. Gdy był badany w gabinecie, jego syn czekał na zewnątrz. Arystokrata dostał ataku katalepsji i Trevelyan pobiegł do laboratorium po lekarstwo. Gdy wszedł z powrotem do gabinetu, pacjenta już nie było. Odźwierny zaklinał się, że nikogo nie wypuszczał.
Następnego dnia Rosjanin z synem przyszli ponownie. Mężczyzna twierdził, że pod nieobecność doktora atak sam mu minął, ale jego umysł był ciągle zamglony. Wydawało mu się, że jest w obcym pokoju i odruchowo ruszył w kierunku wyjścia. Jego syn uznał, że wizyta dobiegła końca. Dopiero w domu zdał sobie sprawę jak było naprawdę. Trevelyan uznał, że faktycznie mogło tak być i kontynuował rozmowę z pacjentem, tym razem bez żadnych komplikacji. Wkrótce po wyjściu obu panów Blessington wrócił ze spaceru i zauważył w swoim pokoju ślady czyichś butów. Był tym bardzo wzburzony. Trevelyan uznał, że ślady zostawił syn arystokraty.
Wezwani Sherlock Holmes i doktor Watson udali się do domu Blessingtona. Mężczyzna był wyraźnie przerażony. Jednak podczas wywiadu Sherlock uznał, że klient coś przed nim ukrywa i opuścił willę. Następnego dnia od Trevelyana przyszła wiadomość o tragedii - samobójstwie Blessingtona.

### Rozwiązanie
Sherlock Holmes dowiódł, że Blessington nie popełnił samobójstwa – ktoś upozorował powieszenie.
Okazało się również, że Blessington naprawdę nosił nazwisko Sutton – był członkiem gangu napadającego na banki. Zdradził swych towarzyszy i stał się świadkiem koronnym policji. Na podstawie jego zeznań powieszono jednego z gangsterów, Cartwrighta, za zabójstwo strażnika banku, a pozostali trzej oprócz Suttona trafili do więzienia. Zwolniono ich warunkowo po kilku latach. Sutton dowiedział się o tym z gazet i dlatego był przerażony.
Rzekomy rosyjski arystokrata i jego syn byli członkami gangu. Wraz z trzecim wspólnikiem przy pomocy przekupionego odźwiernego dostali się do pokoju Blessingtona i tam go zamordowali. Schwytano jedynie odźwiernego. Krążyły plotki, że trzej pozostali uciekli z Anglii na pokładzie statku „Norah Cerina”, który zatonął a żaden z pasażerów nie przeżył.
Ekranizacja:
- 1985 w serialu Granada TV[2] (Holmes - Jeremy Brett, Watson - David Burke, Blessington -  Patrick Newell[3]).